# چارلز آلن
چارلز آلن (انگلیسی: Charles Allan; ۷ ژانویهٔ ۱۹۰۸ – 1947 (۳۸ سال)) بازیکن فوتبال اهل بریتانیا بود.
از باشگاه‌هایی که در آن بازی کرده است می‌توان به باشگاه فوتبال نورث‌همپتون تاون و باشگاه فوتبال دارلینگتون اشاره کرد.